# Meg Myers

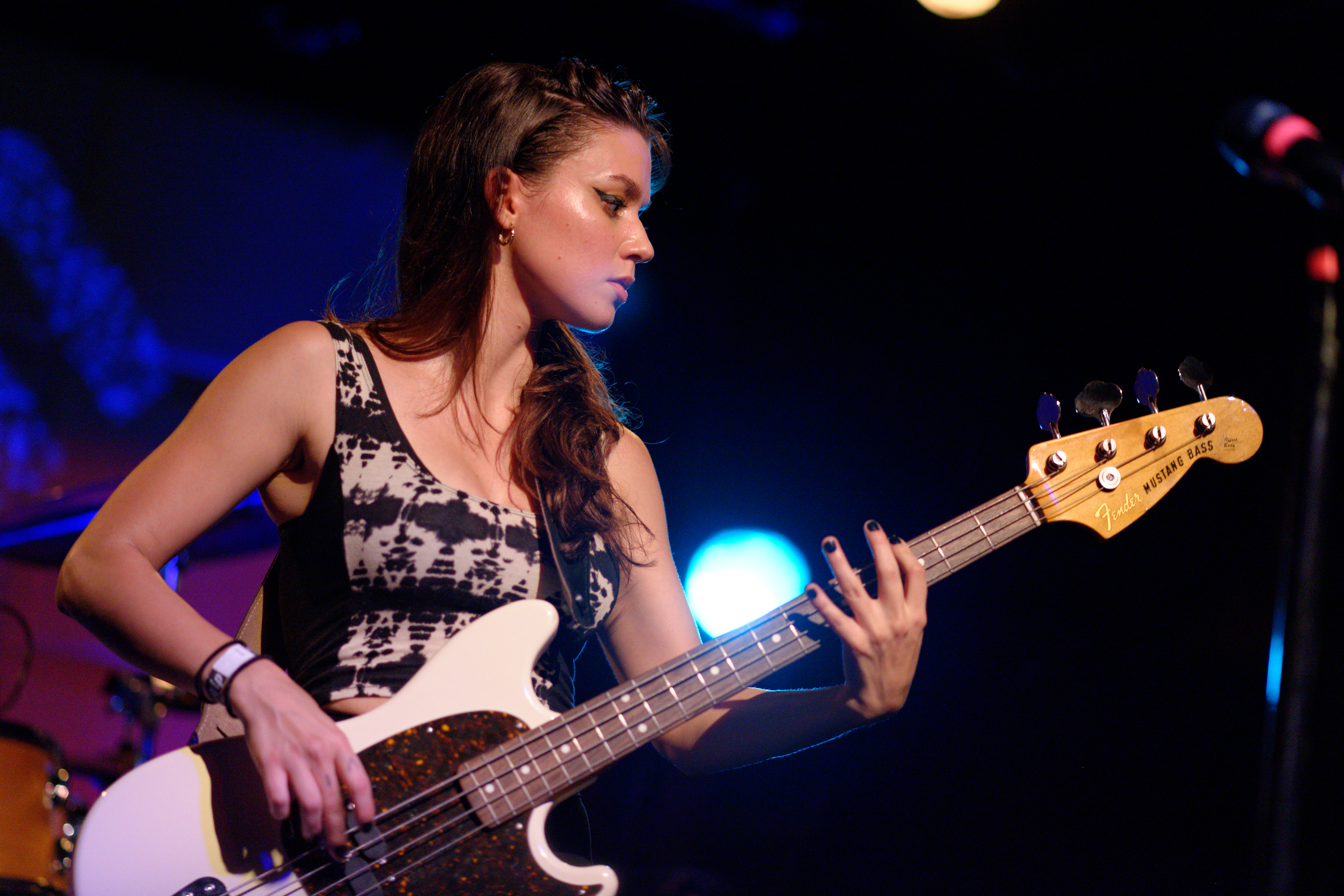
Meg Myers 2014 in Los Angeles

Meg Myers (* 6. Oktober 1986 in Nashville, Tennessee) ist eine US-amerikanische Singer-Songwriterin.

## Biografie
Geboren wurde Meg Myers in Nashville, aber nach der Scheidung ihrer leiblichen Eltern wechselte sie mit ihrer Mutter und ihrem neuen Stiefvater, wie ihre Mutter ein Anhänger der Zeugen Jehovas, immer wieder den Wohnort innerhalb von Ohio und Florida. In ihrer Jugend brachte sie sich Gitarre bei, sie spielte mit ihrem Bruder in einer Band und begann eigene Musik zu machen.
2007 zog sie nach Los Angeles, um eine Musikkarriere zu starten. Sie traf den Produzenten Doctor Rosen, der schon für Britney Spears und Lady Gaga gearbeitet hatte und sie unter Vertrag nahm. 2011 erschien ihre erste EP Daughter in the Choir. Insbesondere mit dem darauf enthaltenen Song Monster machte sie auf sich aufmerksam. Weitere Popularität gewann sie durch Auftritte bei Last Call with Carson Daly und der Verwendung ihrer Songs in Fernsehserien wie CSI: NY. Der erste größere Erfolg stellte sich aber erst etwas mehr als zwei Jahre später mit Make a Shadow ein. Zuvor hatte sie bei Atlantic Records unterschrieben. Das Lied Desire von der EP platzierte sich in den Alternative- und den Rockcharts von Billboard. In der Folge wurde sie als Opening Act für Bands wie Alt-J engagiert, sie spielte größere eigene Shows und trat bei Festivals wie Lollapalooza auf. Im Herbst 2015 folgte ihr Debütalbum Sorry. Der Titelsong erreichte erneut die Top 20 der Alternative-Charts und das Album kam in den offiziellen Albumcharts auf Platz 79.
Trotz des Erfolgs zog es sie weg vom Großlabel Atlantic und zurück in ihre ursprüngliche Heimat Nashville. Sie unterschrieb bei 300 Entertainment und veröffentlichte 2018 ihr zweites Album Take Me to the Disco. Während es in den Alternative Charts erneut die Top 20 erreichte, kam es in den Billboard 200 nicht über Platz 182 hinaus.

## Musik Stil und Einflüsse
Myers 'Musikstil ist das Ergebnis ihrer Erziehung und ihrer musikalischen Einflüsse in der Kindheit sowie der Zusammenarbeit mit ihrem Co-Autor und Produzenten Doctor Rosen Rosen. „Ich kam aus diesem Grunge-Punkrock-Hintergrund, aber ich wollte immer eingängige Popsongs schreiben“, sagt Myers. „Ich hatte einfach nicht das technische Wissen, um sie zum Laufen zu bringen. Aber ich bin mit gut gemachten Songs aufgewachsen. Ich habe Sting, Led Zeppelin, Dire Straits, James Taylor und Fleetwood Mac geliebt. Das hat mich angezogen. Ich mag die Einfachheit eines großartigen Songs. Ich wusste einfach nicht, wie schwer es ist, das in einer Aufnahme festzuhalten. Deshalb ist die Arbeit mit Rosen so großartig. Es war wie: „Okay, ich habe diesen Typen gefunden, mit dem ich Songs schreiben kann und der wirklich gut darin ist, alles in Pop zu verwandeln und mich trotzdem mich selbst sein zu lassen.““
Laut Interview Magazine erinnern die verliebten Facetten von Myers 'dunkler, intimer Musik vielleicht an Sinéad O’Connor oder Fiona Apple, aber es gibt auch Momente des Tumults und der Bedrohung, die auf ihre jugendliche Faszination für Grunge-Bands wie Nirvana und Alice In Chains zurückgehen.
Myers ist auch ein Fan von Enya. Sie bestätigte, dass das Lied „Some People“ Enyas Beispiel folgt.

## Diskografie

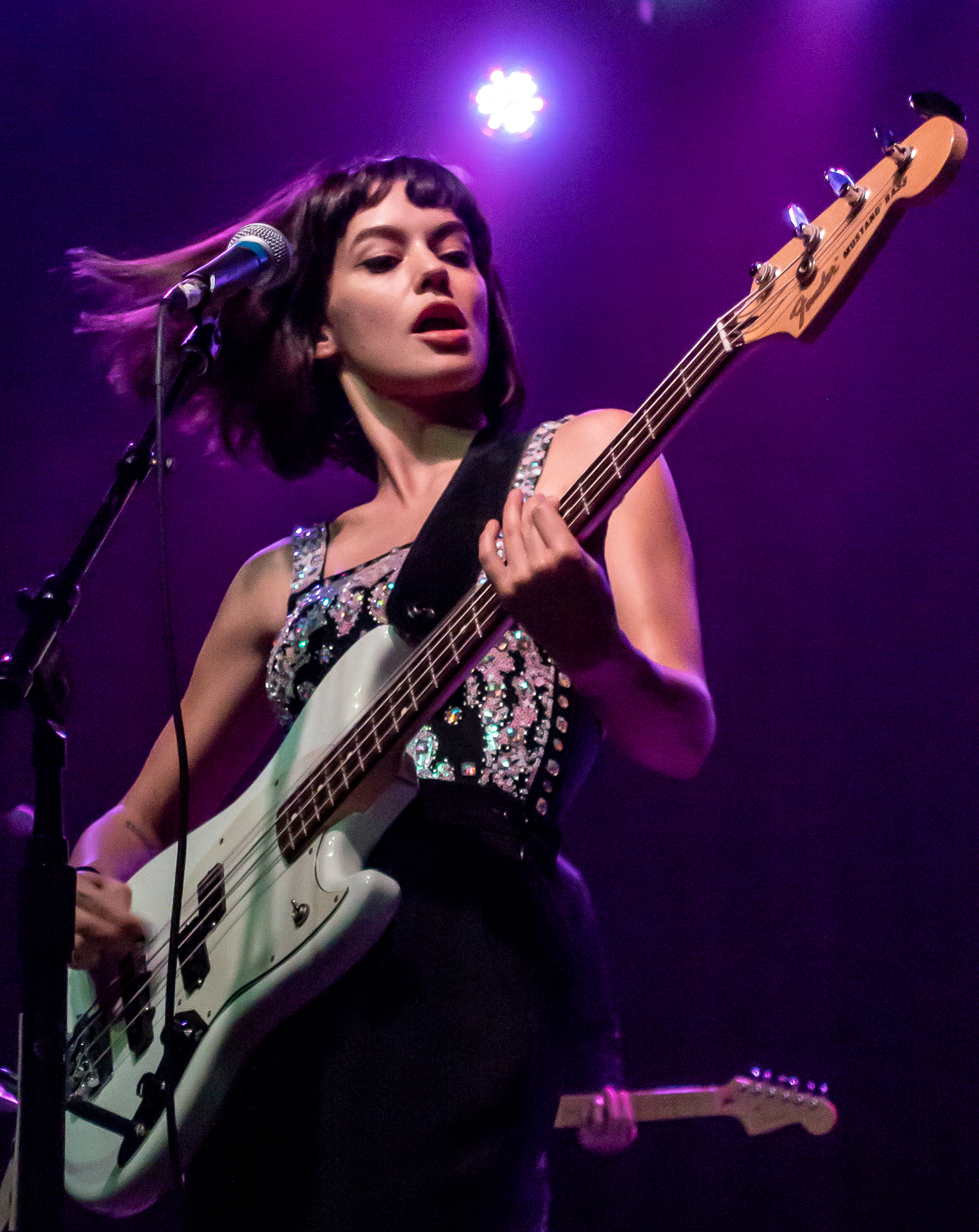
Santa Ana, 2018
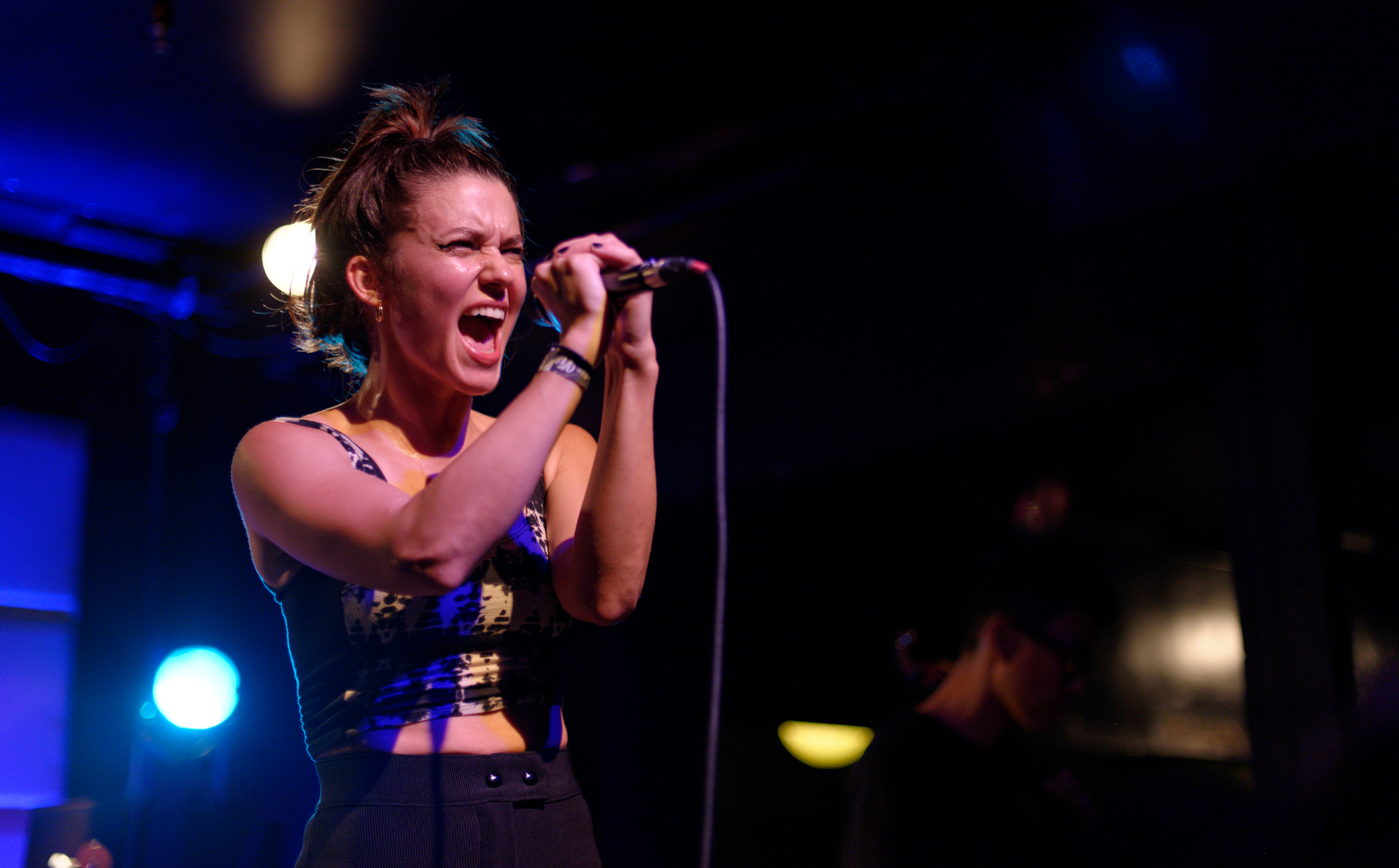
Los Angeles, 2014

Alben
- Daughter in the Choir (EP, 2011)
- Make a Shadow (EP, 2014)
- Sorry (2015)
- Take Me to the Disco (2018)
- Thank U 4 Taking Me 2 the Disco + I’d Like 2 Go Home Now (EP, 2021)
- Tzia (2023)

Singles
- Monster (2011)
- Curbstomp (2012)
- Tennessee (feat. Doctor Rosen, 2012)
- Heart Heart Head (2013)
- Desire (2013)
- Go (2014)
- Sorry (2015)
- Lemon Eyes (2015)
- Motel (2016)
- Numb (2018)
- Take Me to the Disco (2018)
- Jealous Sea (2018)
- Running Up That Hill (2019)
- Any Way You Wanna Love (2020)
- I Hope You Cry (2020)

## Auszeichnungen für Musikverkäufe
| Goldene Schallplatte - Polen - 2024: für die Single Desire |

| Land/RegionAuszeichnungen für Musikverkäufe (Land/Region, Auszeichnungen, Verkäufe, Quellen) | Gold  | Platin | Verkäufe | Quellen |
| -------------------------------------------------------------------------------------------- | ----- | ------ | -------- | ------- |
| Polen (ZPAV)                                                                                 | Gold1 | —      | 25.000   | olis.pl |
| Insgesamt                                                                                    | Gold1 | —      |          |         |